# Maxime Fortunus
Maxime Fortunus (* 28. Juli 1983 in La Prairie, Québec) ist ein ehemaliger kanadischer Eishockeyspieler und derzeitiger -trainer haitianischer Herkunft, der im Verlauf seiner aktiven Karriere zwischen 1999 und 2021 unter anderem 1.000 Spiele für fünf verschiedene Franchises in der American Hockey League (AHL) auf der Position des Verteidigers bestritten hat. Zudem stand Fortunus in neun Partien für die Dallas Stars in der National Hockey League (NHL) auf dem Eis und bestritt darüber hinaus 145 weitere Begegnungen für die Fischtown Pinguins Bremerhaven in der Deutschen Eishockey Liga (DEL). Sein Cousin Patrice Bernier war professioneller Fußballspieler.

## Karriere

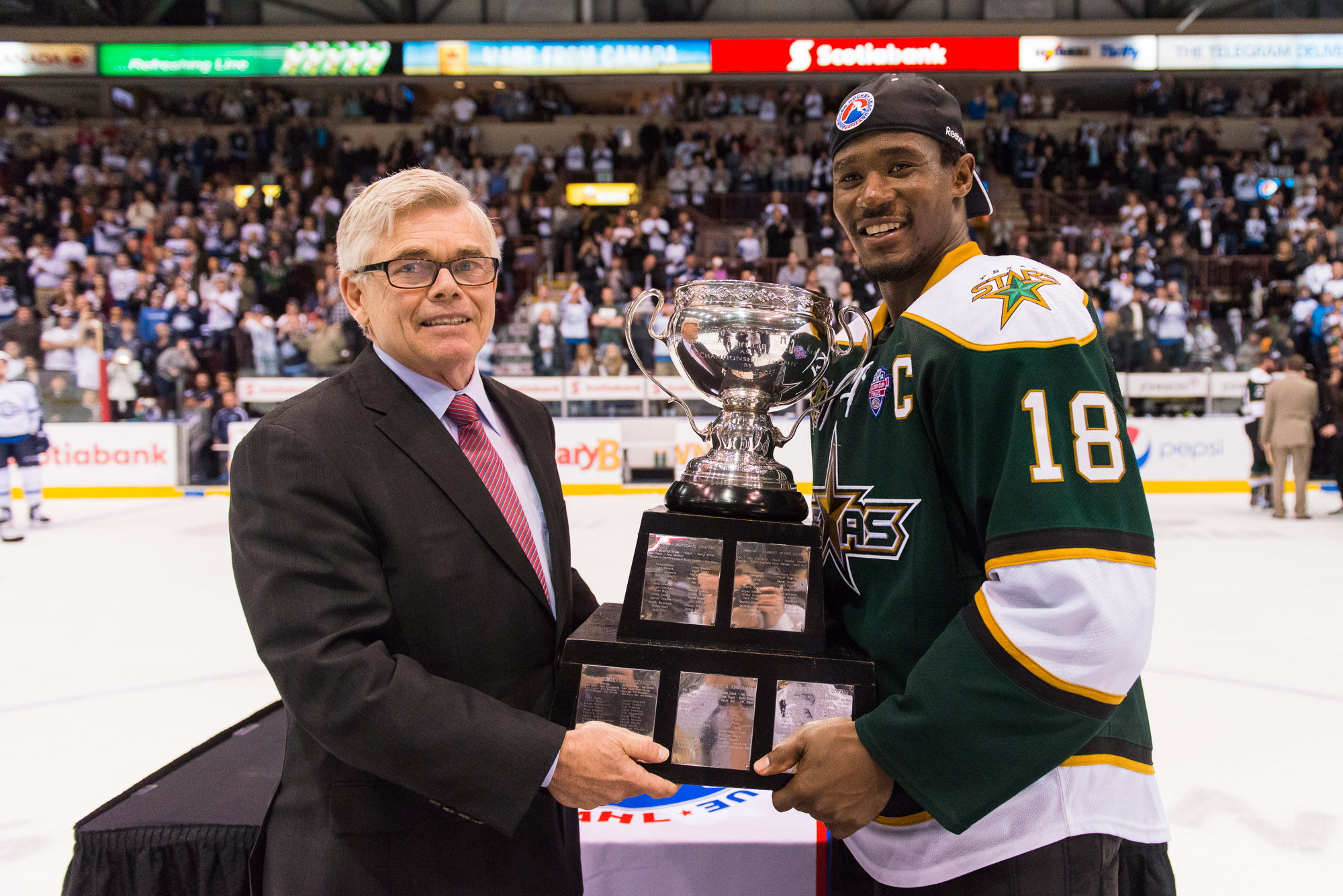
Fortunus (rechts) beim Gewinn des Calder Cups mit den Texas Stars

Zu seiner Jugendzeit spielte Fortunus zunächst für die Riverains du Collège Charles Lemoyne. Im Entry Draft der Ligue de hockey junior majeur du Québec (LHJMQ) war der Kanadier im Jahr 1999 die Zweitrundenwahl der Drakkar de Baie-Comeau, wo er bis 2003 spielte, ehe er seine ersten Erfahrungen als Profispieler bei den Houston Aeros und den Louisiana IceGators sammeln durfte. Danach begann für Fortunus die Karriere in der American Hockey League (AHL). Er stand für die Houston Aeros, Manitoba Moose, Texas Stars, Iowa Wild und Springfield Thunderbirds auf dem Eis und gewann im Jahr 2014 mit den Texas Stars den Calder Cup. In der Zwischenzeit absolvierte er auch neun Spiele für die Dallas Stars in der höchsten nordamerikanischen Eishockeyliga, der National Hockey League (NHL).
Maxime Fortunus wechselte immer wieder als Free Agent zu den verschiedenen Vereinen. Nach seiner 15-jährigen Karriere in der AHL wechselte der Verteidiger – ebenfalls als Free Agent – nach Deutschland zu den Fischtown Pinguins Bremerhaven, wo er einen Einjahresvertrag unterschrieb. Im Februar 2019 wurde bekannt, dass Fortunus seinen Vertrag um weitere zwei Jahre in Bremerhaven verlängert hatte. Nach der Saison 2020/21 beendete er seine Karriere und fungiert seit der Spielzeit 2021/22 als Assistenztrainer seines Ex-Teams Texas Stars in der AHL.

## Erfolge und Auszeichnungen
- 2003 Trophée Émile Bouchard
- 2003 LHJMQ First All-Star Team
- 2014 Calder-Cup-Gewinn mit den Texas Stars
- 2015 Teilnahme am AHL All-Star Classic

## Karrierestatistik

### International
Vertrat Kanada bei:
- World U-17 Hockey Challenge 2000

(Legende zur Spielerstatistik: Sp oder GP = absolvierte Spiele; T oder G = erzielte Tore; V oder A = erzielte Assists; Pkt oder Pts = erzielte Scorerpunkte; SM oder PIM = erhaltene Strafminuten; +/− = Plus/Minus-Bilanz; PP = erzielte Überzahltore; SH = erzielte Unterzahltore; GW = erzielte Siegtore; 1 Play-downs/Relegation; Kursiv: Statistik nicht vollständig)